# Hemelinger Heerstraße
Die  Hemelinger Heerstraße ist eine historische Straße in Bremen, Stadtteil Hemelingen. Sie führt in Nord-Süd-Richtung von der Hannoverschen Straße bis zur Arberger Heerstraße.
Die Querstraßen und Anschlussstraßen wurden benannt u. a. als Hannoversche Straße, Marschstraße nach dem Marschland als fruchtbares Schwemmland, Sandhofstraße 1861 nach einer früheren Sanddüne, Osternadel als sehr schmaler Weg (Nadelöhr) zum Osterhop, Brinkmannstraße nach dem Lehrer Hermann Brinkmann (1807–1889), Bösestraße nach dem Lehrer Johann Böse (1842–1896), Am Sportplatz, Bultstraße nach einer Flurbezeichnung (Bult = Bodenerhebung), Eitzestraße nach dem Ort und heute Verdener Stadtteil Eitze, Brünsweg nach einem Hof, Allerstraße nach dem Fluss, Drebberstraße nach dem Zufluss der Meiße als rechtem Nebenfluss der Aller, Auf dem Hellen nach der Flurbezeichnung Helle = höheres Land oder abschüssiges Gelände und Arberger Heerstraße nach dem Ortsteil Arbergen; ansonsten siehe beim Link zu den Straßen.

## Geschichte

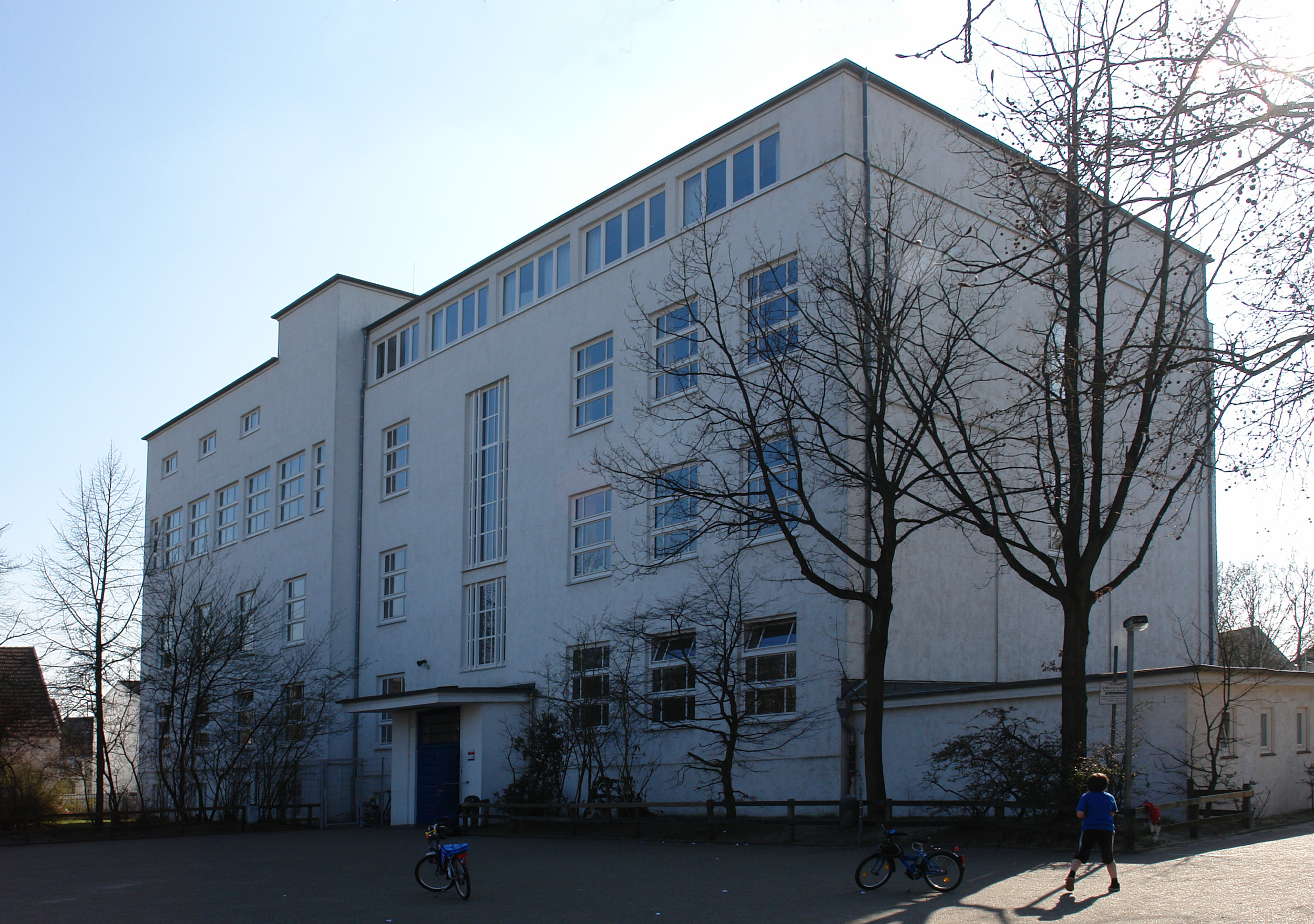
Schule an der Brinkmannstraße

### Name
Die Hemelinger Heerstraße wurde nach dem Dorf Hemelingen benannt. In Hemelingen soll im Mittelalter die namensgebende Familie Hemelo – später Hemelingen bzw. Hemelyngh – ihren Sitz gehabt haben. In Bremen und Umzu wurden viele Heerstraßen nach 1800 gebaut oder Chausseen als Heerstraßen benannt (siehe Bremer Straßen). Von Verden aus führt zudem eine Landstraße u. a. über die Mahndorfer-, Arberger-, Hemelinger- und Hastedter Heerstraße nach Bremen.

### Entwicklung
Hemelingen war eine hannoversche und seit 1866 preußische Gemeinde und wurde 1939 in die Stadt Bremen eingegliedert und 1951 ein Stadtteil. Bis 1945 standen an der Straße nur wenige Bauern- und Wohnhäuser. Das Gasthaus Seekamp am Anfang der Straße ist seit 1871 im Familienbesitz. Die Schule an der Brinkmannstraße entstand 1909 als zunächst zweigeschossiges Bauwerk. Nach 1950 wurden Ein- und Mehrfamilienhäuser gebaut. Das Bauernhaus Nr. 111 ist eine letzte Erinnerung an die ländlich geprägte Lage. Der SV Hemelingen baute einen Tennisplatz und die Stadt auf der anderen Straßenseite die Bezirkssportanlage Hemelingen.

### Verkehr
Im Nahverkehr in Bremen fahren die Buslinien 40 und 41 (Bf Mahndorf ↔ Weserwehr) sowie 44 (Bf Mahndorf ↔ Sebaldsbrück – weiter als 21 Universität).

## Gebäude und Anlagen
An der Straße stehen zumeist ein- und zweigeschossige Wohnhäuser.
Erwähnenswerte Gebäude und Anlagen
- Nr. 6: 2-gesch., verklinkertes Bürohaus mit Staffelgeschoss der Sparkasse Bremen
- Nr. 8: 3-gesch. Bürohaus
- Nr. 10: 1-gesch. Einkaufszentrum
- Nr. 27: 1-gesch. Seekamp's Gasthaus, seit 1871 in Familienbesitz
- Zwischen 34 und 42: Schulhof der 4-gesch. Schule an der Brinkmannstraße Altbau von 1909 abgerissen, Neubau als Grundschule von 1998, 2018: 115 Schüler,
- Zwischen 47 und 89: Tennisplatzanlage vom SV Hemelingen
- Nr. 111: 1-gesch. früheres Bauernhaus, Gärtnerei
- Nr. 112: Bezirkssportanlage Hemelingen, Hauptplatz mit Zuschauerbühne (298 Sitzplätze), weiter Plätze, Sporthalle, Umkleide- und Gerätegebäude
- Nr. 116: 1-gesch. Jugendhaus Hemelingen